# X-46無人機

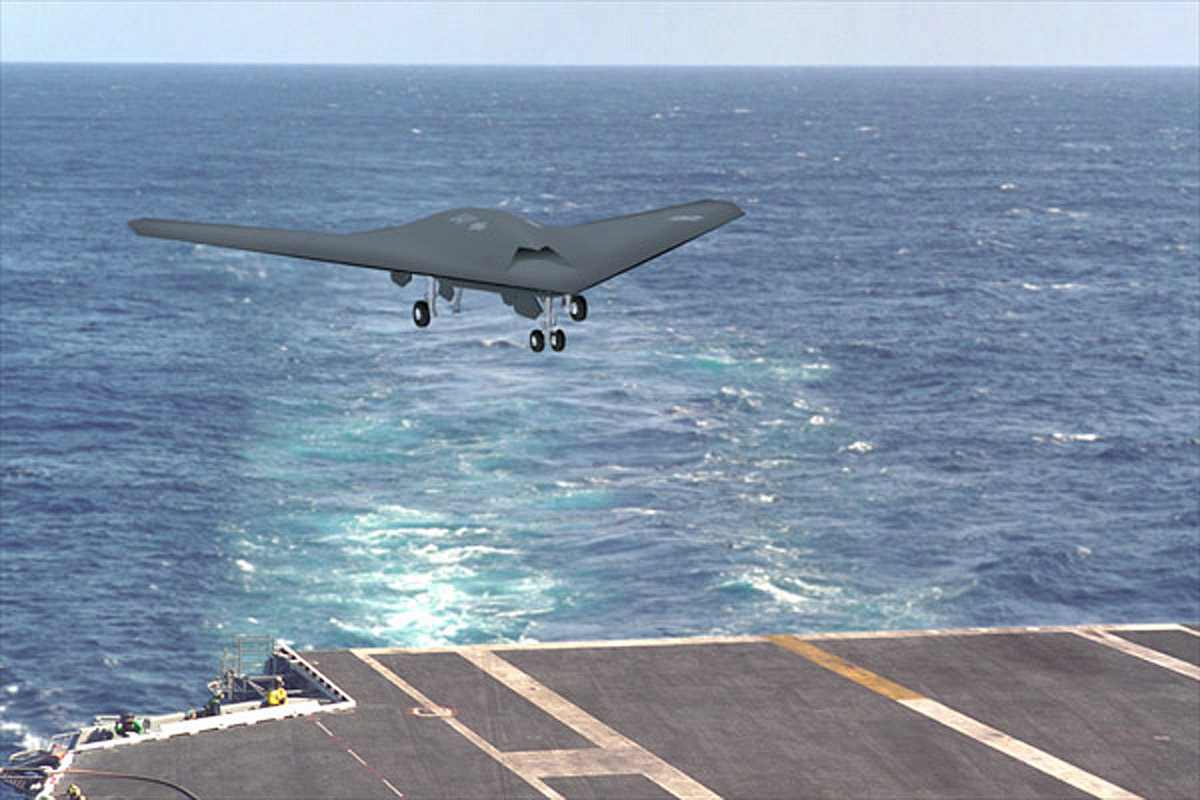
X-46降落於航空母艦上的想像圖

X-46無人機是波音公司研發的無人戰鬥航空載具。該計畫將與美國海軍以及國防高等研究計劃署合作，以製造艦載版的X-45無人機。2000年6月，海軍分別與波音與諾斯洛普．格魯曼簽訂了兩分技術演示合同。
2003年4月，美國空軍、美國海軍與國防高等研究計劃署的無人機開發計畫被合併為聯合無人作戰航空系統(J-UCAS)，X-46無人機計畫因而遭到終止。
美國海軍的無人機研究計畫(N-UCAS)於2006年夏天啟動。波音公司將使用開發X-46無人機時留下的技術以製造X-45N，一款海軍版的無人戰鬥航空載具試驗機。

## 外部連結
- Boeing X-45 / X-46 Page （页面存档备份，存于）